# Serra de les Planes (Olesa de Bonesvalls)
La Serra de les Planes és una serra situada entre els municipis d'Olesa de Bonesvalls i de Subirats, a la comarca de l'Alt Penedès, amb una elevació màxima de 575 metres.